# Shijian, Guangdong
Shijian (kinesiska: 石涧) var en köping i sydöstra Kina. Den låg i Guangning härad i staden Zhanqing i provinsen Guangdong, omkring 93 kilometer nordväst om provinshuvudstaden Guangzhou. Antalet invånare var vid folkräkningen 201+ 11 261. Befolkningen består av 5 306 kvinnor och 5 955 män. Barn under 15 år utgör 17,0 %, vuxna 15-64 år 71 %, och äldre över 65 år 11,0 %. År 2012 inkorporerades Shijian i Binheng köping.